# Encefalitis de Hashimoto
La encefalopatía de Hashimoto (EH) es una enfermedad poco frecuente. Se conoce como encefalopatía de Hashimoto a la encefalopatía de naturaleza autoinmune, con buena respuesta al tratamiento con corticoides, títulos séricos elevados de anticuerpos antitiroideos y de curso subagudo con recaídas-remisiones. Fue descrita por primera vez en 1966. Se refiere a veces como un trastorno neuroendocrino, aunque la relación de la condición con el sistema endocrino es muy discutido y en la actualidad poco aceptado.
Hasta 2005 había casi 200 casos publicados de esta enfermedad. Entre 1990 y 2000 se publicaron 43 casos. Desde entonces, la investigación se ha ampliado y numerosos casos están siendo reportados por científicos de todo el mundo, lo que sugiere que esta rara condición es probable que haya sido significativamente infradiagnosticada en el pasado. Más de 100 artículos científicos sobre la encefalopatía de Hashimoto se publicaron entre 2000 y 2013.

## Marco teórico

### Historia
El primer caso de EH fue descrito por Brain et al. en 1966.  El paciente era un hombre de 48 años de edad con hipotiroidismo, múltiples episodios de encefalopatía, síntomas similares a un accidente cerebrovascular y tiroiditis de Hashimoto confirmados por anticuerpos antitiroideos elevados.

### Definición
Se trata de una encefalopatía recurrente. La patogénesis de esta encefalopatía es desconocida, no se ha observado asociación directa entre la enfermedad tiroidea y esta encefalopatía. En un 30% se asocia a otros trastornos autoinmunes como diabetes mellitus tipo 1, lupus sistémico eritematoso o síndrome de Sjogren. La función tiroidea suele ser normal, siendo eutiroideos la mayor parte de los pacientes, o presentando hipotiroidismo subclínico.
La característica distintiva para el diagnóstico de esta encefalopatía es la detección de anticuerpos antitiroideos, especialmente anticuerpos antimicrosómicos ya que están presentes en el 100% de los casos, sin embargo entre el 10% y el 15% de la población en los Estados Unidos presentan títulos elevados de anticuerpos antitiroideos, y sólo 2,1 / 100 000 pacientes presentan cerebelitis por lo que se cree que la elevación de anticuerpos se debe más a una coincidencia por elevación de múltiples anticuerpos debido a la actividad autoinmune. Clínicamente, la condición puede presentar uno o más síntomas. El inicio suele ser gradual y puede pasar desapercibido por los asociados y cercanos de los pacientes. Algunas veces los síntomas se resuelven en cuestión de días o semanas, dejando a un paciente sin diagnóstico. Para muchos otros pacientes, la afección puede provocar problemas en curso con una gran variedad de manifestaciones, a menudo confuso clínicos debido a la naturaleza difusa de los síntomas.

### Epidemiología
La prevalencia ha sido estimada en 2,1/100 000 con una relación hombre-mujer de 1:4. La edad media de aparición es de 44 a 20% de los casos la presentación antes de la edad de 18 años. La mayoría de los casos reportados se producen durante la quinta década de la vida del paciente.

### Etiología
El mecanismo de patogénesis no se conoce pero se ha asumido que es un trastorno autoinmune. Consistente con esta hipótesis alfa-enolasa ha sido identificado como un autoantígeno en la enfermedad, en consecuencia se pueden encontrar múltiples anticuerpos elevados.

### Patología
Muy poco se sabe acerca de la patología de la EH. Los estudios post mortem de algunos individuos han demostrado vasculitis linfocítica de las vénulas y venas en el tronco cerebral y una gliosis difusa que afecta la materia gris más materia blanca.

## Características clínicas
El inicio de los síntomas tiende a ser bastante gradual y que se den durante 1-7 días.
Los síntomas de la encefalopatía de Hashimoto pueden incluir:
- cambios de personalidad
- agresividad
- comportamiento delirante
- problemas de concentración y memoria
- coma
- desorientación
- cefalea
- Temblores musculares( mioclonías - 65% de los casos)
- falta de coordinación ( ataxia - 65% de los casos)
- parálisis parcial en lado derecho
- psicosis
- convulsiones (60% de los casos)
- alteraciones del sueño (casos 55%)
- problemas del habla (afasia transitoria - 80% de los casos)
- estado epiléptico (20% de los casos )
- temblores (80% de los casos)

## Exámenes de apoyo diagnóstico

### Laboratorio clínico
- Aumento de enzimas hepáticas (55% de los casos )
- Aumento de la hormona estimulante de la tiroides (55% de los casos)
- Aumento de la velocidad de sedimentación globular (25% de los casos )

### Pruebas tiroideas
Alteraciones de la hormona tiroidea son poco comunes, encontrando en la Mayor de los pacientes, eutiroidismo o hipotiroidismo con niveles casi normales. 

### Anticuerpos antitiroideos
Los anticuerpos tiroideos —tanto anticuerpos antitiroideos antiperoxidasa  (anti-TPO, anticuerpos antitiroideos microsomales, anti-M) y anticuerpos anti tiroglobulina (anti-Tg)— en la enfermedad son elevados, pero sus niveles no se correlacionan con la gravedad.

### Líquido cefalorraquídeo
- Proteína elevada (25% de los casos)
- Negativo para la proteína 14-3-3
- Puede contener anticuerpos antitiroideos

### Imágenes
- La resonancia magnética puede presentar anomalías compatibles con la encefalopatía (26% de los casos)
- Tomografía computarizada por emisión de fotón muestra hipoperfusión focal y global (75% de los casos)
- Angiografía cerebral es normal

### Electroencefalografía
Estudios electroencefalográficos estudios son casi siempre anormal (98% de los casos) son por lo general no diagnósticos. Los hallazgos más comunes son el enlentecimiento difuso o generalizado o actividad delta rítmica intermitente frontal. Se pueden observar ondas trifásicas prominentes, enlentecimiento focal, anomalías epileptiformes, fotoparoxismal y respuestas fotomiogénicas.

## Diagnóstico diferencial
- Enfermedad de Alzheimer
- Accidentes cerebrovasculares
- Enfermedad de Creutzfeldt-Jakob
- Encefalitis viral

## Tratamiento
Debido a que la mayoría de los pacientes responden a tratamiento con esteroides o inmunosupresor, esta condición es ahora también conocida como encefalopatía sensible a esteroides.
El tratamiento inicial es por lo general con prednisona oral (50-150 mg / día) o altas dosis de metilprednisolona IV (1 g / día) durante 3-7 días. Se incluye también el tratamiento con hormona tiroidea, si es necesario.
La falta de respuesta de algunos pacientes a esta primera línea de tratamiento ha producido una variedad de tratamientos alternativos como la azatioprina, ciclofosfamida, cloroquina, metotrexato, inmunoglobulina intravenosa periódica y recambio plasmático. No se han realizado ensayos controlados por lo que no se conoce el tratamiento óptimo.
Las convulsiones, si están presentes, son controladas con agentes antiepilépticos típicos.

## Pronóstico
La duración del tratamiento es por lo general entre 2 y 25 años. Informes anteriores sugerían que el 90% de los casos permanecen en remisión después de la interrupción del tratamiento, sin embargo, esto no concuerda con los estudios más recientes que sugieren que la recaída ocurre comúnmente después de la dosis del tratamiento inicial alta de esteroides. Si no se trata, puede resultar en estado de coma y la muerte.